# ابن نغریله
شموئل لوی بن یوسف النجید (به عبری: שמואל הלוי בן יוסף הנגיד)، معروف به اسماعیل بن النغریله (متولد ۹۹۳ پس از میلاد، متوفی پس از ۱۰۵۶ م) سیاستمدار، حامی هنر و علوم، و شاعر یهودی اندلسی بود. او وزیر گرانادا و یکی از فرماندهان ارتش آن شد. او را صاحب بزرگ‌ترین کتابخانه شخصی اندلس می‌دانند.

## زندگی
او در مریدا به دنیا آمد و ادعا می‌کرد از نسل حضرت داوود است. تحصیلات خود را در قرطبه گذراند. حقوق یهود را نزد حنوخ بن موسی و عبری را نزد دستور نویس مشهور یحیی بن هیوق الفاسی آموخت و دانشمندی تلمودی شد که به زبان‌های عبری و عربی مسلط بود. وی در ادبیات عبری و عربی تسلط داشت و به هر دو زبان شعر سرود و به علم نجوم و هندسه و منطق نیز علاقه‌مند و قرآن و تعدادی از کتب فقه اسلامی را نیز خواند. او برخی از مطالعات مسیحی در مورد انجیل را نیز مطالعه کرد.
کار خود را به عنوان یک تاجر در کوردوبا آغاز کرد. پس از وقوع نزاع در اندلس در سال ۱۰۰۹ میلادی و محاصره قرطبه بسال ۱۰۱۳ میلادی در جریان درگیری که بین محمد المهدی بالله و سلیمان المستعین بالله به مالاگا رفت و ادویه فروشی باز کرد و با دختر دانشمند بزرگ تلمود، نسیم بن یعقوب، اهل قیروان ازدواج کرد.

## وزارت
به دربارگرانادای بنی زیری پیوست و در آنجا به عنوان مسیول دریافت مالیات مشغول به کار شد، سپس به عنوان منشی و دستیار وزیر ابوالعباس منصوب شد. در سال ۴۱۰ هجری قمری ۱۰۲۰ میلادی از وزرای حبوس بن مکسن شد. همچنین به عنوان رئیس ستاد ارتش منصوب شد و چندین نبرد و درگیری را علیه پادشاهی بنی عباد سویل رهبری کرد. در سال ۱۰۲۷ به او لقب عبری «نجید» به معنای رئیس یهودیان اندلس داده شد. پس از مرگ سلطان حبوس در سال ۱۰۳۷ میلادی، پسرش بدیس بن حبوس به جای پسر دیگرش، بلغین، جانشین او شد و این کار با کمک ابن نرغیله انجام شد. پادشاه جدید به او پاداش داد و به عنوان وزیر منصوب کرد.
وی سرانجام در سال ۱۰۵۶ به مرگ طبیعی درگذشت.

## فعالیت علمی و ادبی
او چندین شعر نوشت و آنها را در مجموعه ای از سه کتاب گردآوری کرد و نام آنها را «ابن مزامیر»، «ابن امثال» و «ابن جامعه» گذاشت. اشعار او به عشق، جنگ، دوستی، حکمت، اخلاق، نوحه و مناجات با خدا می‌پردازد، مانند اشعار آیات و مناجات. موسی بن عزرا ذکر کرد که از آن بهره فراوان برد. این آثار اولین بار در سال ۱۹۳۴ در آکسفورد بازنشر شدند. ابن نغریله با جذب شاعران و تشکیل گروهی از شاعران یهودی و مسلمان از شاهزادگان مسلمان زمان خود تقلید کرد. در دستور زبان چندین کتاب نوشت، از جمله کتاب گنج (به عبری: sper העושר)، و فرهنگ لغت عبری تورات را ویرایش کرد.
او همچنین کتابی دربارهٔ شریعت یهود تحت عنوان آرامی «Sefer Helkitha Rabarbatha» یا «کتاب شریعت بزرگ» نوشت. او آن را از تلمود اورشلیم، تلمود بابلی، و از کتاب باستانی نوشته خاخام آهای، سر نقل کرد.
ابن النغریله با علمای یهودی در قیروان، مانند خاخام ابن شاهین و خاخام حنانل بن حوشیل (۹۶۵–۱۰۰۵) ارتباط داشت. او همچنین تعداد زیادی میشنا و تلمود را با هزینه شخصی خود نسخه برداری کرده و بین دانش آموزان مدارس اندلس و کشورهای دیگر توزیع می‌کرد. او هر سال هدایایی از جمله روغن زیتون از مزارع خود برای کنیسه‌های یهودی در اورشلیم می‌فرستاد. او همچنین چندین نوشته بحث‌برانگیز در به چالش کشیدن حقانیت قرآن نوشت و ابن حزم در کتابی به نام پاسخ به ابن نغریله یهودی به او پاسخ داد.